# Мишелёвское муниципальное образование
Мишелёвское муниципальное образование — муниципальное образование со статусом городского поселения в 
Усольском районе Иркутской области России. Административный центр — Мишелёвка.

## Демография
По результатам Всероссийской переписи населения 2010 года 
численность населения муниципального образования составила 8527 человек, в том числе 4196 мужчин и 4331 женщина.

## Населённые пункты
В состав муниципального образования входят населённые пункты
- Мишелёвка
- Глубокий Лог
- Хайта[3]
- Усолье-7